# Грінвілл (переписна місцевість, Нью-Йорк)
Грінвілл (англ. Greenville) — переписна місцевість (CDP) в США, в окрузі Грін штату Нью-Йорк. Населення — 688 осіб (2010).

## Географія
Грінвілл розташований за координатами 42°24′50″ пн. ш. 74°1′13″ зх. д. / 42.41389° пн. ш. 74.02028° зх. д. (42.413789, -74.020324).  За даними Бюро перепису населення США в 2010 році переписна місцевість мала площу 8,94 км², з яких 8,89 км² — суходіл та 0,05 км² — водойми.

## Демографія
Згідно з переписом 2010 року, у селищі мешкало 688 осіб у 321 домогосподарстві у складі 185 родин. Густота населення становила 77 осіб/км².  Було 373 помешкання (42/км²).
Расовий склад населення:
| - 94,5 % — білих - 1,7 % — чорних або афроамериканців - 1,7 % — азіатів - 0,4 % — корінних американців |

До двох чи більше рас належало 1,2 %. Частка іспаномовних становила 2,9 % від усіх жителів.
За віковим діапазоном населення розподілялося таким чином: 17,7 % — особи молодші 18 років, 57,6 % — особи у віці 18—64 років, 24,7 % — особи у віці 65 років та старші. Медіана віку мешканця становила 48,9 року. На 100 осіб жіночої статі у селищі припадало 89,5 чоловіків;  на 100 жінок у віці від 18 років та старших — 83,8 чоловіків також старших 18 років.
Середній дохід на одне домашнє господарство  становив 54 901 долар США (медіана — 45 333), а середній дохід на одну сім'ю — 68 703 долари (медіана — 60 972). За межею бідності перебувало 10,5 % осіб, у тому числі 0,0 % дітей у віці до 18 років та 5,3 % осіб у віці 65 років та старших.
Цивільне працевлаштоване населення становило 238 осіб. Основні галузі зайнятості: освіта, охорона здоров'я та соціальна допомога — 20,6 %, роздрібна торгівля — 18,1 %, транспорт — 13,9 %.